# المجد للأطفال (قناة)
قناة المجد للأطفال هي إحدى قنوات شبكة المجد الفضائية، تبث القناة برامجًا للأطفال، وبعض المسابقات، والأناشيد.

## البث التجريبي
انطلق البث التجريبي لقناة المجد للأطفال في 1 ذو الحجة 1424 هـ الموافق 23 يناير 2004 م. وقد بدأ البث الرسمي في شهر جمادى الأول لعام 1426 هـ

## برامج قناة المجد للأطفال
- برنامج العب وتعلم
- برنامج فوازير رمضان د، يقدمه سفروت وعنتور
- نادي المجد
- الطريق إلى مكة
- ثانية أول
- استديو الإبداع
- صحتي نعمة
- فكر والعب
- أهلا أهلا
- برامج هنا (الرياض)
- سهم الزمن
- دوحة القرآن
- على الطاير
- الفوارق
- المكتبة

### كرتون
- أصدقاء نمور
- صقور الأرض
- الصديقان
- معجون وفرشاة
- سيمبا
- نمول
- قرية التوت
- فهيم وفطين
- فريق المحققين
- المحقق الذكي
- حكايات نطوط
- مغامرات قشطة

## الرسوم المتحركة
تقدم القناة مجموعة من مسلسلات الرسوم المتحركة المعالجة تربوياً من مصادر شتى من كما أنتجت القناة أعمالاً متعددة مثل بستان الخير والعائلة السعيدة وعائلة المجد وقصص الأنبياء وأحمر وأصفر ومجود يتعلم القرآن ومسلسل الديك الفصيح وذلك من 1425 هـ - 1428 هـ وفي عام 1429 هـ كانت آخر دورة برامجية تُبث فيها مسلسلات الرسوم المتحركة ثم تم إطلاق قناة بسمة للأطفال وتوقف عرض الرسوم المتحركة على قناة المجد للأطفال

## البرامج القصيرة
قدمت قناة المجد للأطفال عدداً من البرامج القصيرة مثل المكتبة المرئية وصغار كثير والقارئ الصغير والجد صالح

## الأناشيد
صنعت القناة مجموعة أناشيد باستخدام الرسوم المتحركة الثنائية، كما أنتجت القناة عشرات الأناشيد الرائعة باستخدام الرسوم الثلاثية الأبعاد وذات الجاذبية العالية والمميزة وأنتجت القناة عشرات الأناشيد المصورة، كما أنتجت القناة المجموعة الأولى من الأناشيد الجماعية.

## إدارة القناة
مدير القناة حاليا هو عبدالعزيز بنوب
مدراء القناة (سابقاً) عبدالعزيز الدوسري من 1428 هـ - 1430 هـ عبدالمجيد اليمني من 1431 هـ - 1432 هـ مروان خالد من 1433 هـ - 1435 هـ رياض الخبران 1435 هـ - 1437 هـ